# Lancia Kappa
Lancia Kappa (кодовое название Type 838) - автомобиль бизнес-класса, выпускавшийся итальянской компанией Lancia с 1994 по 2000 год. Предшественником автомобиля была модель Thema, которая являлась флагманской моделью компании. Kappa была заменена на Lancia Thesis в 2001 году. Создан на базе Alfa Romeo 166, доступен в 3 модификациях - седан, универсал или купе. Kappa - машина с левым рулем, так как Lancia перестал производить авто с правым рулем после краха на рынке с Thema.
Kappa - 10 буква греческого алфавита (греческий алфавит часто использовался в качестве обозначения моделей авто Lancia). Название Kappa использовалось компанией ещё в 1919 году (а также модификации Dikappa, Trikappa), но они были малоизвестны по сравнению с более современной Kappa. Дизайн автомобиля - ателье I.DE.A.
Всего было выпущено 117 216 штук. Но в Италии её позиционировали как «очень важный продукт для рынка», продажи которой имели большую часть от продаж машин в стране. Многие считали причиной проблемного сбыта модели невыразительную внешность в сравнении с аналогичными по классу европейскими конкурентами.
Стоит отметить, что в Польше, где Fiat - крупнейший отечественный производитель автомобилей, модели Kappa служили правительству (заменив Thema). Это наложило печать на данный автомобиль в Польше, поэтому продажи стартовали именно там силами энтузиастов.

## История
- 1994 - начало производства Kappa.
- 1996 - линейка пополнена автомобилем с закрытым верхом. Оснащена атмосферным двухлитровым двигателем с переменной геометрией впускного коллектора. Новый дизайн салона и обивки. Начат выпуск модели в кузове универсал Lancia Kappa SW.
- 1997 - в продаже появилось купе, и в то же время были внесены изменения в интерьер, багажник, подвеску и моторный отсек. Новые диски из легкого сплава.
- 1998 - к 4 цилиндрам в двухлитровом турбированном двигателе добавляется пятый. Турбодизель также изменен. Цвет защиты бампера меняется с чёрного на белый, а качество отделки салона в модели LE снизилось, в отличие от LS и LX. Также опционально стал доступен бензиновый двигатель с турбонаддувом под названием Turbo, отсутствует хром и отличительные знаки вокруг рам окон. Подвержен изменению отделочный материал, а также добавлено кожаное рулевое колесо и подлокотник на передних сиденьях.
- 1999 - два других пятицилиндровых двигателя терпят изменения вместе с системой охлаждения.
- 2000 - Kappa получает ксеноновые фары HID, а в середине 2000 было прекращено производство автомобиля (версии купе прекратили выпускать в начале года).

## Технические характеристики
Модель оснащалась 5-ю типами двигателей, четыре бензиновых: 2,0-литровый в 155 л.с.: 2,0-литровый 220-сильным бензиновым наддувным; 2,4-литровый в 175 л.с.; 3-литровый V6 в 204 л.с. и один 2,4-литровый турбодизель мощностью 136 л.с. (дизельный только с механической КПП).